# ワーシト
ワーシトあるいはワースィト（アラビア語: واسط, ラテン文字転写: Wāsiṭ）は、中世イラクのティグリス川中流域に存在していた軍事・商業都市である。ウマイヤ朝時代に、イラク総督のハッジャージュ･ブン･ユースフによって築かれた。軍事、交通の要衝として栄えたが、ティグリス川の流路が変わると衰退し、姿を消した。

## 位置
ワーシトは、イラク東部のワーシト県の中南部、県都クートから南東におよそ54kmの位置にある。

## 歴史
ワーシトは、バスラ、クーファに次ぐイラクで3番目に築かれたムスリム都市で、ウマイヤ朝のアブドゥルマリクにイラク総督に任じられたハッジャージュ･ブン･ユースフによって、恐らく西暦702年（ヒジュラ紀元83年）に築かれた。ハッジャージュは、ウマイヤ朝の支配に抵抗するアラブ戦士への抑えとして、バスラ、クーファ、そしてペルシアのアフワーズからほぼ等距離にあるティグリス川畔に、シリア戦士が駐留する軍営都市を置くことを決め、バスラとクーファの中間に位置することから、「中間の街」を意味する「ワーシト」という名前が付けられた。ハッジャージュはこの地にまず、大モスクとそれに隣接する総督の宮殿を建設、都市はティグリス川に面していない三方を壁で囲って、6ヶ所の出入り口には全て門を設け、都市への出入りを厳重に管理した。ワーシトの建設にあたってハッジャージュは、周辺の町や村を数多く破壊し、その建材を利用したといわれる。
ハッジャージュの死後も、ワーシトの街はイラクにおけるイスラム王朝の最大拠点となるまで発展を続け、ウマイヤ朝期を通じて、イラクにおける最重要都市であった。
ウマイヤ朝に替わって、アッバース朝がイラクの支配者となり、バグダードが建設されて首都となると、ワーシト市壁の門は撤去されてバグダードへ移設されるなどして、政治的な地位には陰りがみえはじめたが、軍事上は変わらず要衝であり続けた。また、商業都市や学術都市としては繁栄を続けた。モンゴル帝国のイラク征服の際には大規模な略奪や虐殺が行われ、ティムールの征西に際しても多くの建物が破壊されたが、都市は維持し続けられた。
しかし、ティグリス川は徐々に水量を減らし、15世紀以降には流路も変化して、ワーシトはティグリス川から遠ざかる。17世紀には、トルコの地理学者がワーシトについて、砂漠の中にたたずむ、と記している。ティグリス川の恵みを失うことで、ワーシトや周辺の町村は衰退し、18世紀の始めには完全に無人となり、都市としては消滅した。

## 特徴
ワーシトが築かれた場所は、7世紀の大洪水で流路が変化したティグリス川の西岸で、対岸はカスカル（カシュカル）という都市の支配地域であった。ワーシトは、「黒い土地」を意味するサワードというイラク南部に広がる肥沃な沖積平野の東部に位置し、ハッジャージュが灌漑や開墾を奨励したこともあって、周囲に豊かな農地が広がった。ワーシト周辺での農作物の収穫は、他都市の飢饉に備えた備蓄にもあてられたという。ティグリス川に面し、イラク各地へ延びる街道網の中核でもあったことから、ワーシトは造船基地、商業拠点としても発展した。多くの隊商宿が店を構え、旅人が行き交った。ワーシトは美しい都市で、中心のモスクは200ヤード四方、隣接する総督の宮殿は400ヤード四方程の大きさがあり、宮殿の屋根にはいわゆる「緑のドーム」が設えられ、25km離れた場所からもみえたという。このモスクや宮殿は、アッバース朝のカリフ・マンスールがバグダードを建設する際に手本にしたといわれる。市壁は高さ2m、厚さが4.5mあり、外側を堀がとり巻いていた。市内は4本の大通りが貫き、道幅は8ヤード程あったという。
ワーシトは、学問の一大拠点でもあった。バグダードとメッカに同名のものがあるシャラビヤ・マドラサを抱え、多くの学者が活動した。ハティーブ・バグダーディー、イブン・ジャウズィー、イブン・アスィールなどが、ワーシトに居たとされる。また、イブン・バットゥータは、ワーシトでは多くの学者がクルアーンを深く学び流麗に読む、と記し、クルアーンを学ぶために各地からワーシトに人が集っていたことを伝えている。

## 現在
ワーシト跡は、長らく砂漠のただ中に放置されてきたため、人の手による破壊は免れているが、風化による損耗は目立つ。1936年から1942年にかけてと、1985年に調査隊が発掘調査に入り、マドラサの門と思われる建造物や墓地、モスクの遺構などを確認している。地上に建っている建造物は、摩耗への対処として部分的に保護がされているが、包括的な保全事業は行われていない。
2002年7月7日、ワーシトは世界文化遺産の暫定一覧に加えられている。

## 関連文献
- Sakly, Mondher; Darley-Doran, R., “Wāsiṭ”, in Bearman, P.; Bianquis, Th.; Bosworth, C.E. et al., Encyclopaedia of Islam, Second Edition, Brill, doi:10.1163/1573-3912_islam_COM_1343
- Nicholson, Oliver, ed. (2018), “Wasit”, The Oxford Dictionary of Late Antiquity, Oxford University Press, ISBN 9780198662778